# القرن 26 ق م
القرن 26 ق.م هو القرن الذي امتد من 2600 ق.م وحتى 2501 ق.م.

## أحداث

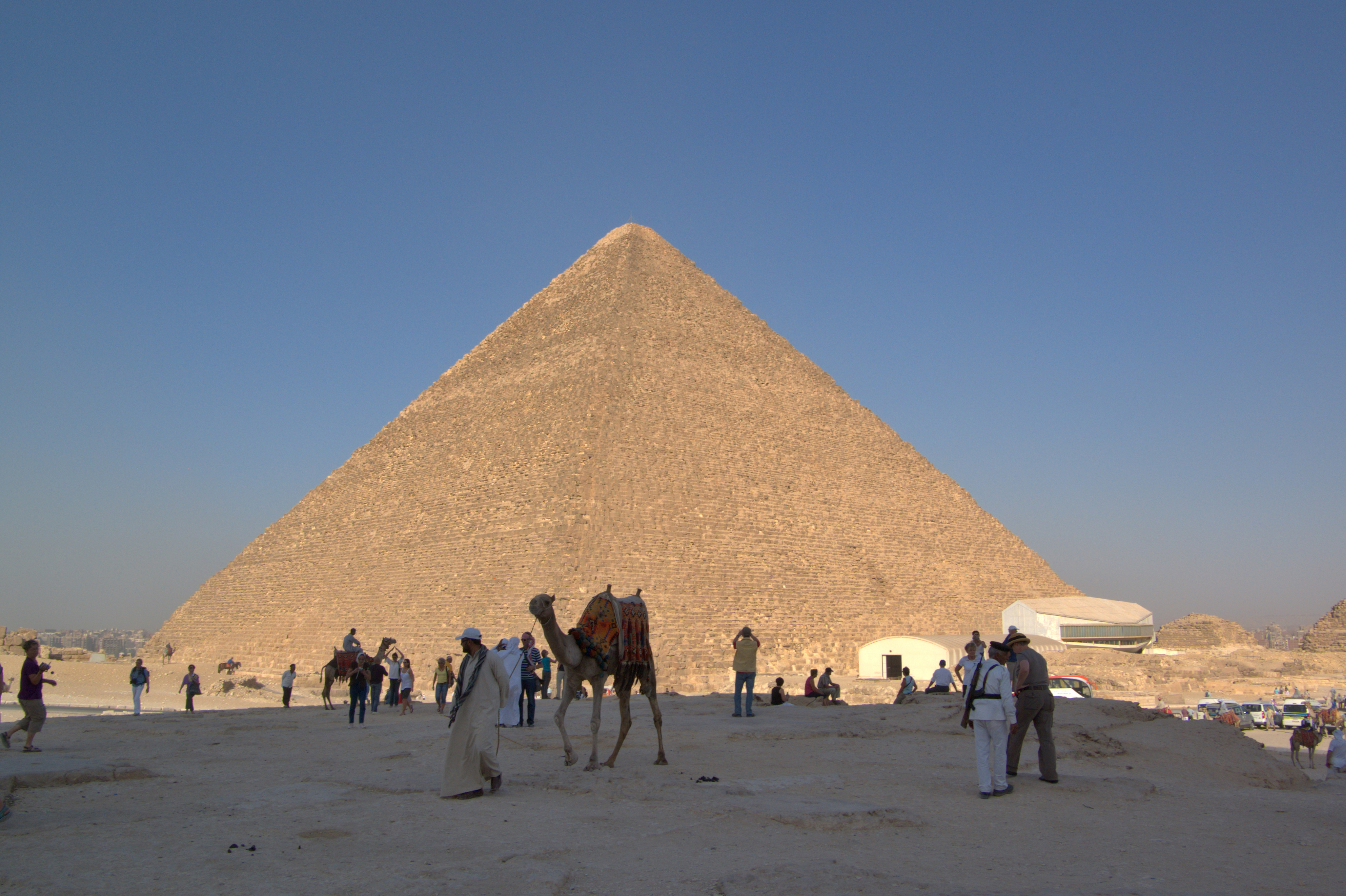
صورة لهرم خوفو الأكبر

- حوالي 2900 ق.م – 2334 ق.م': تستمر حروب فترة الأسر الأولى في بلاد الرافدين.
- حوالي 2600 ق.م: تنشأ حضارة وادي السند لتصبح من الحضارات القوية.
- حوالي 2600 ق.م: Pre-Palace Period، phase I، في كريت (Mellersh 1970)
- حوالي 2600 ق.م – 2500 ق.م: ما زال الحصان البري يستخدم في حفلات الصيد في الدنمارك.[1][2][3] (Clutton-Brock)
- حوالي 2600 ق.م – 1900 ق.م: Large water tank، possibly a public or ritual bathing area، موهينجو دارو، حضارة وادي السند، هاراباn، is made.
- حوالي 2589 ق.م: فرعون خوفو starts to rule (other date is 2601 ق.م).
- حوالي 2578 ق.م: خوفو died.
- حوالي 2575 ق.م: المملكة المصرية القديمة in مصر أسرة مصرية رابعة سنفرو يصبح فرعون. (Atlas of Egypt 1989)
- حوالي2570 ق.م: خفرع started to rule in مصر القديمة.
- حوالي2566 ق.م: فرعون خوفو توفى (other date is 2578 ق.م).
- حوالي2558 ق.م: فرعون خفرع starts to rule (other date is 2570 ق.م).
- حوالي2550 ق.م: Estimated date of completion of the الهرم الأكبر.
- حوالي2550 ق.م: Egyptian rulers contact Western Desert oases، such as الواحات الداخلة.
- حوالي2550 ق.م: About this time، ميسانيبادا is king of أور (followed by his son، A-annepadda) who founds the قائمة ملوك سومر and overthrows the last king of الوركاء، as well as ميسيليم of كيش. [Roux 1980]
- حوالي2550 ق.م – 2400 ق.م: قيثارات أور، from the tomb of King ميسكالامدوك، أور (modern أور، العراق، is made. It is now kept at متحف الآثار والأنثروبولوجيا في جامعة بنسيلفانيا، فيلادلفيا (بنسيلفانيا).
- حوالي2544 ق.م: خفرع died.
- حوالي2533 ق.م: منقرع started to rule in مصر القديمة.
- حوالي2532 ق.م: فرعون خفرع توفى (other date is 2544 ق.م).
- حوالي2532 ق.م: فرعون منقرع starts to rule (other date is 2533 ق.م).
- حوالي2515 ق.م: منقرع died.
- حوالي2510 ق.م – 2460 ق.م: Ti watching a hippopotamus hunt، tomb of Ti، سقارة، أسرة مصرية خامسة، is made. Discovered by فرنسا علم الآثار أوجوست مارييت in 1865.
- حوالي2503 ق.م: فرعون منقرع توفى (other date is 2515 ق.م).
- حوالي2500 ق.م: The legendary line of الملوك الثلاثة والأباطرة الخمسة rulers of الصين is founded by هوان جي دي.
- حوالي2500 ق.م: the construction of the دوائر الحجر at ستونهنج begins and continues for the next five hundred years.
- حوالي2500 ق.م: وجد نحت ل«منقرع، وملكة، ربما كانت زوجته، خعمررنبتي الثانية» في مدينة الجيزة. أسرة مصرية رابعة. وهو الآن في متحف الفنون الجميلة في بوسطن.

## ثقافات
- Butmir culture وجدت Butmir، بالقرب من إليجا، البوسنة والهرسك، تؤرخ في فترة العصر الحجري الحديث .وتميزت بفخارها الفريد، وهي ثقافة من أكثر الثقافات تنقيباً عنها في الثقافات الأوروبية بين 2600-2400 ق.م

## شخصيات مميزة
- حوالي2601 ق.م– 2578 ق.م— حكم الفرعون خوفو من مصر القديمة أسرة مصرية رابعة
- 2599 ق.م— حوني يصبح فرعون. (Atlas of Egypt 1989)
- 2575 ق.م— المملكة المصرية القديمة في مصر، أسرة مصرية رابعة، سنفرو يصبح فرعون. (Atlas of Egypt 1989)
- 2528 ق.م— دجيدف رع يصبح فرعون. (Atlas of Egypt 1989)
- 2520 ق.م— خفرع (Ra'kha'ef) يصبح فرعون. (Atlas of Egypt 1989)

## وفيات
— توفى خوفو

## اختراعات، اكتشافات ومقدمات
- نقوش ما قبل التاريخ في رودوي في النرويج تظهر استخدام الزلاجات
- تم استئناس الجمل ذو السنامين والجمل العربي.